# Упорниковская
Упорниковская — станица в Нехаевском районе Волгоградской области России, административный центр Упорниковского сельского поселения.
Население — 1197 (2010).

## Название
Название станица получила по фамилии богатого земледельца и торговца скотом Упорникова, усадьба его располагалась в Сахаровой балке.

## История
Дата основания не установлена. Хутор Упорников впервые обозначен на карте Российской империи 1816 года издания. Хутор относился к ныне исчезнувшей станице Акишевской Хопёрского округа Области Войска Донского.
Согласно переписи 1859 года на хуторе проживало 58 душ мужского и 77 женского пола, располагалась почтовая станция. Согласно переписи 1873 года на хуторе проживали уже 138 мужчин и 144 женщины, в хозяйствах жителей насчитывалось 200 лошади, 132 пары волов, 428 голов прочего рогатого скота и 1391 овца. В 1891 году в хуторе Упорниковом была сооружена деревянная, Сретенская церковь. В настоящее время, в бывшей церкви располагается местный дом культуры.
Согласно переписи населения 1897 года на хуторе проживали 265 мужчин и 317 женщин. Большинство населения было неграмотным: грамотных мужчин — 87 (32,8 %), женщин — 15 (11,1 %).
Согласно алфавитному списку населённых мест Области Войска Донского 1915 года на хуторе имелись хуторское правление, приходское училище, церковно-приходская школа, земельный надел хутора составлял 3318 десятин, проживало 298 мужчин и 308 женщин.
C 1928 года — в составе Нехаевского района Нижневолжского края (впоследствии Сталинградского края, Сталинградской области, Балашовской области, Волгоградской области). В советский период название хутора трансформируется в хутор Упорники, затем хутор Упорниковский. Как хутор Упорники населённый пункт отмечен на картах 1946, 1956 и 1964 года, как хутор Упорниковский на картах 1984, 1989 и 2000 годов издания.

## География
Станица расположена в пределах Калачской возвышенности, относящейся к Восточно-Европейской равнине, на реке Акишевка (бассейн реки Хопёр). Рельеф местности — холмисто-равнинный, сильно расчленённый овражно-балочной сетью. Высота центра населённого пункта — 93 метра над уровнем моря. Почвы — чернозёмы южные и чернозёмы солонцеватые. Почвообразующие породы — глины и суглинки
По автомобильным дорогам расстояние до районного центра станицы Нехаевской — 25 км, до областного центра города Волгограда — 340 км
Климат
Климат умеренный континентальный (согласно классификации климатов Кёппена — Dfb). Среднегодовая температура воздуха положительная и составляет + 7,1 °C. Средняя температура самого холодного января −8,7 °С, самого жаркого месяца июля +21,8 °С. Многолетняя норма осадков — 478 мм. В течение года количество осадков распределено относительно равномерно: наименьшее количество осадков выпадает в феврале (норма осадков — 28 мм), наибольшее количество — в июне (51 мм).
Часовой пояс
Волгоградская область в 02.00 28 декабря 2020 года по решению Волгоградской областной Думы перешла в часовой пояс GMT+3. Т.е., на "московское время".

## Население
Динамика численности населения
| 1859 | 1873 | 1897 | 1915 | 2002 |
| ---- | ---- | ---- | ---- | ---- |
| 135  | 282  | 582  | 606  | 1299 |

| 1986 | 2010  |
| ---- | ----- |
| 730  | ↗1197 |

## Знаменитые уроженцы
- Иванов, Георгий Васильевич (1901—2001), генерал-майор, Герой Советского Союза.
- Сергеев, Иван Иванович (1895—1962), генерал-майор танковых войск, Герой Советского Союза.